# Gvožđe(II) hlorid
Gvožđe(II) hlorid (fero hlorid) je hemijsko jedinjenje sa formulom FeCl2. To je paramagnetična čvrsta materija sa visokom tačkom topljenja. FeCl2 se kristališe iz vode kao zelenkasti tetrahidrat. To je oblik koji se najčešće sreće u laboratoriji. Postoji i dihidrat, koji je takođe rastvoran u vodi. Vodeni rastvor FeCl2 je žut.

## Proizvodnja
Hidratisane  forme fero hlorida se dobijaju tretmanom otpada proizvodnje čelika hlorovodoničnom kiselinom. Takvi rastvori se nazivaju "potrošenom kiselinom," posebno kad hlorovodonična kiselina nije kompletno konzumirana:
Potrošena kiselina se mora tretirati pre nogo što se odbaci. Gvožđe(II) hlorid je javlja kao sporedni produkt i pri proizvodnji titanijuma, pošto neke rude titanijuma sadrže gvožđe.